# Wüstenstraße Tobruk–Adschdabiya
Die Wüstenstraße Adschdabiya–Tobruk ist eine asphaltierte und befestigte Wüstenstraße in der libyschen Region Kyrenaika.
Sie bildet mit etwa 400 km die kürzeste Verbindung zwischen den Küstenstädten Tobruk im Nordosten und Adschdabiya im Südwesten und erlaubt eine Umgehung der Städte Bengasi, al-Mardsch, Al-Baida und Derna, welche an der Küstenstraße (Via Balbia) bzw. im Gebirge al-Dschabal al-Achdar (Montagna Verde) liegen. Die Entfernung über die Küstenstraße würde 610 Kilometer betragen. Die Straße wird vom Logistics Cluster der Vereinten Nationen als Primary Road, d. h. in der obersten Kategorie des libyschen Straßennetzes, geführt.
Die Straße führt durch die Geröllwüste Sarīr Kalanshiyū ar Ramlī al Kabīr (Kalansho Desert, Calancio Sand). Abzweige nach Norden führen nach Zawiyat al Mukhailá (km 212), nach Al-Qardabah (km 333) sowie nach Acroma (km 370).
Bei km 375 östlich Adschdabiya endet die Wüstenstraße nahe dem Flughafen Tobruk bei al-Adam, wo die Straße nach Norden in Richtung Tobruk abzweigt, die bei km 389 die Küstenstraße Via Balbia erreicht.